# Hengshan (Jixi)
Hengshan (en chino, 恒山; pinyin, Héngshān) es un distrito urbano bajo la administración directa de la Prefectura Jixi en la Provincia de Heilongjiang, República Popular China. Su área es de 548 km² y su población total para 2010 superó los 170 mil habitantes. 

## Administración
Desde julio de 2023, el  Distrito Hengshan se divide en 9 pueblos que se administran en 7 subdistritos y 2   villas.